# Latorps herrgård
Latorps herrgård ligger strax väster om Tysslinge kyrka i Örebro kommun i Närke, en kilometer norr om tätorten Latorp. Manbyggnaden uppfördes 1845 och tillbyggdes 1910. Gården har en areal av 772 ha, varav 178 ha åker och 498 ha skog. Till herrgården hör en stor park.

## Småorten
År 1990 avgränsade SCB byggnaderna kring herrgården som en egen småort med småortskod S6161. Den benämndes Latorp och omfattade 54 invånare på en yta av 16 hektar. 2023 avgränsades här åter en småort.